# La Fuite en Égypte (Poussin)
Pour les articles homonymes, voir La Fuite en Égypte.
La Fuite en Égypte est un tableau de Nicolas Poussin peint en 1657 ou en 1658. Installé à Rome depuis 1642 et âgé de 63 ans, le peintre livre une œuvre de maturité déclinante sur un thème religieux classique. Le tableau est conservé depuis 2008 au musée des Beaux-Arts de Lyon en France. Ayant fait l'objet d'une expertise de haut-niveau, il a été classé trésor national.

## Historique de l'œuvre
Une Fuite en Égypte fut commandé à Nicolas Poussin par Jacques Sérisier,  négociant lyonnais en soie, ami et collectionneur du maître.
Le tableau fut perdu de vue après la mort du commanditaire en 1667. Connu malgré tout par des gravures, un tableau représentant une Fuite en Égypte qui pourrait lui correspondre est découvert lors d'une vente aux enchères en 1986. La toile passe en une vingtaine d'années du statut d'œuvre de l'atelier de Poussin (mais il n'est pas sûr que Poussin ait jamais possédé un "atelier"), à celui de peinture autographe de Poussin et Trésor national.

## Thème
La Fuite en Égypte est un épisode de la vie du Christ mentionné dans un passage de l'Évangile selon Matthieu (Mt 2, 13-14) et fréquemment repris dans l'iconographie chrétienne : la Sainte Famille — Joseph, Marie et l'Enfant Jésus – fuit en Égypte pour éviter les soldats du roi Hérode qui veut tuer l'enfant Jésus en éliminant de son royaume tous les enfants mâles de moins de deux ans.

## Description
Dans le centre du tableau, Marie tenant l'Enfant Jésus dans ses bras avance vers la droite et porte un regard en arrière. Joseph lève les yeux vers l'ange qui les guide, une main vers l'encolure de l'âne portant leurs effets. Il est vêtu de rouge et d'orange et Marie de bleu et de blanc. Un personnage est allongé, accoudé, dans l'ombre d'un arbre dans la partie gauche avec un bâton (un berger ?).
Le décor dans lequel ils évoluent est celui d'une campagne arborée, complétée de parties architecturales : un portique, surmonté de vases à l'aplomb des piliers, est vu en perspective fuyante dans la partie gauche, dans le prolongement même du berger allongé.
Dans la partie centrale, au-dessus de la tête de Joseph de la main de l'ange, l'angle d'un bâtiment s'élève, prolongé à droite par des rochers masquant l'horizon (un aigle y est posé), puis d'un arbre qui semble être un chêne.
Cet horizon n'est visible qu'à la gauche du tableau, au-delà d'un plan d'eau, de forêts, de montagnes bleutées. Le ciel est bleu sauf dans le prolongement du portique où des nuages gris se développent.

## Analyse

### Composition
Les portiques et les reliefs architecturaux renvoient à une symbolique de la Rome antique, période de déroulement de l'épisode. En arrière-plan, le bâtiment surélevé dont on ne voit que la partie arrière peut être le Temple de Jérusalem, ville que quittent les fuyards.
La diagonale séparant à gauche la lumière et à droite l'ombre et oppose monde céleste de clarté et monde terrestre sombre, et symbolise le passé et l'avenir : le passé est l'ancienne vie de Marie, l'avenir est sombre et incertain.
Seuls la Vierge, l'enfant et l'ange sont éclairés. Ce sont des êtres vivants qui s'enfuient par la voie terrestre alors que l'ange vole dans les airs. Le groupe évolue vers la droite, conformément au sens de lecture occidentale. Le geste du bras de l'ange vers la droite souligne cette direction.

### Postures, regards et expressions
Chaque personnage est représenté avec un regard différent et expressif : Marie porte son enfant dans les bras et, inquiète, regarde en arrière, où réside la menace. Joseph désigne l'âne épuisé d'un geste hésitant et se tourne vers l'ange comme pour demander s'il faut continuer. L'ange rassurant regarde vers l'avant, et, bras tendu, désigne d'un geste ferme la direction du refuge. Jésus, lui, est serein, et regarde le spectateur. En contraste et en retrait, le berger reste allongé, en posture de repos et suit du regard les fuyards. Si le tableau est authentique, les rictus qui défigurent le visage des personnages témoignent d'un Poussin au talent déclinant, handicapé depuis 1640 par des tremblements de la main.

### Vêtements
Nicolas Poussin a choisi de représenter l'ange avec un vêtement léger et flottant, reflet de sa nature aérienne. Marie porte une robe bleue couverte d'un lourd drapé blanc, couleurs traditionnellement dites mariales. Les vêtements de Joseph, tunique et manteau court, sont de couleur orangée.
Ce ne sont pas des vêtements du XVIIe siècle, mais des vêtements simples, à l'imitation de l'antique.

## Redécouverte du tableau, acquisition par l'État et polémique
Ce tableau est réapparu dans une vente aux enchères à Versailles en 1986, présenté par l'expert comme de « l'atelier » de Nicolas Poussin (ou du moins, « à la manière de », puisque telle est la formule consacrée), et mis à prix 80 000 francs. Il est acheté par Richard et Robert Pardo, marchands de tableaux anciens à Paris pour 1 600 000 francs. Exposé dans leur galerie, et après nettoyage, il est par la suite reconnu comme une œuvre authentique de l'artiste par des experts judiciaires. S'ensuivit un long procès initié par le vendeur pour « erreur sur la substance ». L'issue fut défavorable aux frères Pardo, puisque l'arrêt de la Cour de cassation ordonnant la restitution du tableau au vendeur, et n'accordant aux frères Pardo aucune compensation, sauf de percevoir la somme versée pour l'achat, la paternité de la découverte leur étant déniée. Le propriétaire a ensuite souhaité vendre cette œuvre pour plus de 15 millions d'euros, comme le lui permet la loi. Le musée des Beaux-Arts de Lyon a alors entrepris de récolter la somme pour l'acquérir, en partie à cause de l'origine lyonnaise du commanditaire Jacques Sérisier.
Classé trésor national par la Commission consultative des trésors nationaux, l'œuvre s'est, à ce titre, vue délivrer en août 2004 une interdiction de sortie du territoire national de trente mois et des conditions fiscales favorables pour les donateurs. Depuis le 11 février 2007, l'œuvre attendait un certificat de sortie délivrable dans un délai de quatre mois. Le 11 mai 2007, il restait à trouver plus de 15 millions d'euros. En juillet 2007, le musée du Louvre et le musée des Beaux-Arts de Lyon ont finalement pu récolter les fonds nécessaires afin d'acheter le tableau. Il s'agirait de la plus grosse somme jamais rassemblée par le mécénat pour l'achat un tableau en France, soit environ 17 millions d'euros (1 million fourni par la mairie de Lyon, 25 000 par la région Rhône-Alpes, 1 million par le musée du Louvre sur ses fonds propres, en plus de 18 mécènes tels que Gaz de France qui a donné 3 millions d'euros, Total SA, Axa, des entreprises et banques lyonnaises ainsi qu'un donateur privé).
Le tableau La Fuite en Égypte fait juridiquement partie des collections du musée du Louvre, et est déposé en février 2008 par celui-ci au musée des Beaux-Arts de Lyon, ville natale de Jacques Sérisier, qui fut le commanditaire du tableau.
Cette attribution à Nicolas Poussin reste contestée. Deux experts britanniques, Anthony Blunt et Denis Mahon s'opposèrent[Quand ?] aux deux spécialistes français, Jacques Thuillier et Pierre Rosenberg. Après des années de controverse et malgré l'absence d'arguments décisifs pour prouver que ce tableau est bien de la main de Nicolas Poussin[réf. nécessaire], l'affaire s'éteint faute de contradicteurs après la mort des deux Britanniques. L'achat du tableau par le Louvre et sa rétrocession au musée des Beaux-Arts de Lyon clôt l'affaire, que seul le sociologue Bernard Lahire a tenté, en 2015, de relancer.

## Postérité
De février à mai 2008, à l'occasion de l'arrivée du tableau dans ses collections, le musée des Beaux-Arts de Lyon a organisé une exposition centrée sur la Fuite en Égypte dans le contexte de la peinture du XVIIe siècle.
Le tableau a été étudié par Nicolas Milovanovic, conservateur au Louvre, et Mickaël Szanto, expert reconnu de Poussin, et leurs analyses publiées en 2015.

## Autres versions ou copies
- La version défendue par les experts britanniques Anthony Blunt et Denis Mahon mesure 73,5 × 97 cm et est conservée dans une collection privée en Suisse. Elle est reproduite sous la forme d'un cliché par Blunt en 1982 dans un article du Burlington Magazine[17].
- Une autre version de la Fuite en Égypte, approximativement de même dimension que la toile du musée des Beaux-Arts de Lyon, se trouve au musée André-Malraux de Verrières-le-Buisson[18]. Cette toile potentiellement candidate au statut d'œuvre autographe de Poussin, n'a jamais fait l'objet d'un examen scientifique approfondi[19].

## Note
1. ↑  Cf. P. F. de Chantelou, Journal de voyage du Cavalier Bernin en France, Palerme, 1988, p. 112.
2. 1 2 3 4  « Nicolas Poussin, La Fuite en Égypte », sur mba-lyon.fr, Musée des Beaux-Arts de Lyon
3. ↑  G. Wildenstein, cf. bibliographie, cite huit gravures.
4. ↑  Notice de MBA de Lyon
5. ↑  Cf. Lahire 2015.
6. ↑  Cf. Lahire 2015, p. 334.
7. ↑  vente du 2 mars 1986, Me Olivier Perrin
8. ↑  L'expert Jacques Kantor, pour défendre son attribution très prudente, déclara à un historien d'art n'avoir jamais reçu de réponse à un courrier envoyé à l'historien d'art Jacques Thuillier, un des plus grands spécialiste de l'artiste.[réf. nécessaire]
9. ↑  Les experts judiciaires ont une compétence propre, mais ils ne peuvent être des historiens d'art spécialistes de chaque artiste pour lesquels ils sont sollicités, c'est à eux de s'informer auprès de ces historiens d'art réputés, ici dans ce cas Jacques Thuillier, Pierre Rosenberg, Alain Mérot.
10. ↑  Il faudrait avoir accès aux minutes du procès pour savoir qui fut le vendeur de ce tableau, c'est pour le moment confidentiel.
11. ↑  Cour de Cassation, chambre civile, arrêt du 17 septembre 2003.
12. ↑  Une liste complète des donateurs se trouve sur l'article de 2007 cité en annexe.
13. ↑  « La Fuite en Égypte de Poussin racheté par l'État  », Le Monde, 19 juillet 2007; « 17 millions d'euros pour La Fuite en Égypte de Poussin », Le Monde, 20 juillet 2007.
14. ↑  Pour un exposé complet de l'affaire, voir Lahire 2015.
15. ↑  « Voir l'exposition 2008 archivée », sur Musée des Beaux-Arts de Lyon
16. ↑  Nicolas Milovanovic et Mickaël Szanto (dir.), Poussin et Dieu, catalogue de l'exposition du Louvre du 30 mars au 29 juin 2015, Hazan/Louvre éditions, 2015, pp. 384-386, notice 78,  (ISBN 9782754108263).
17. ↑  (en) Anthony Blunt, « A Newly Discovered Late Work by Nicolas Poussin: 'The Flight into Egypt' », The Burlington Magazine, vol. 124, no 949,‎ 1982, p. 208–215 (JSTOR 880686).
18. ↑  Notice no IM91000799, sur la plateforme ouverte du patrimoine, base Palissy, ministère français de la Culture
19. ↑  Cf. Lahire 2015, p. 422-429.
20. ↑  « La Vie cachée des œuvres - Nicolas Poussin » (consulté le 20 mai 2015)